# Tour de Hainan
El Tour de Hainan (环海南岛国际公路自行车赛, oficialmente: Tour of Hainan) es una carrera ciclista profesional por etapas china disputada en la isla de Hainan en la República Popular China.
Creada en 2006, formó parte del UCI Asia Tour en principio en la categoría 2.2, enseguida pasó a categoría 2.1 en 2007, y finalmente a 2.HC (máxima categoría de estos circuitos) en 2009.

## Palmarés
| Año  | Ganador            | Segundo                     | Tercero             |
| ---- | ------------------ | --------------------------- | ------------------- |
| 2006 | Serguéi Kolésnikov | Satoshi Hirose              | Yoshiyuki Abe       |
| 2007 | Robert Radosz      | Roman Klimov                | Pascal Hungerbühler |
| 2008 | Borís Shpilevski   | David McCann                | Błażej Janiaczyk    |
| 2009 | Fran Ventoso       | Grega Bole                  | Vitaliy Buts        |
| 2010 | Valentin Iglinskiy | Johnnie Walker              | Alexéi Márkov       |
| 2011 | Valentin Iglinskiy | Reinardt Janse van Rensburg | Alexander Schmitt   |
| 2012 | Dmitriy Gruzdev    | Valentin Iglinskiy          | Tobias Ludvigsson   |
| 2013 | Moreno Hofland     | Frédéric Amorison           | Tom Leezer          |
| 2014 | Julien Antomarchi  | Niccolò Bonifazio           | Andrey Zeits        |
| 2015 | Sacha Modolo       | Andrey Zeits                | Julien El Fares     |
| 2016 | Alexéi Lutsenko    | Przemysław Niemiec          | Matej Mohorič       |
| 2017 | Jacopo Mosca       | Benjamín Prades             | Emīls Liepiņš       |
| 2018 | Fausto Masnada     | Gino Mäder                  | Julien El Fares     |
| 2023 | Óscar Sevilla      | Sebastian Berwick           | James Piccoli       |
| 2024 | Aaron Gate         | Henok Mulubrhan             | Filippo Magli       |
| 2025 | Kyrylo Tsarenko    | Cristian Raileanu           | Aaron Gate          |

## Palmarés por países
| País          | Victorias |
| ------------- | --------- |
| Kazajistán    | 4         |
| Italia        | 3         |
| Rusia         | 2         |
| España        | 2         |
| Polonia       | 1         |
| Países Bajos  | 1         |
| Francia       | 1         |
| Nueva Zelanda | 1         |
| Ucrania       | 1         |